# Pandanaceae
Le Pandanacee R.Br. sono una famiglia di piante appartenenti all'ordine Pandanales, native delle zone tropicali di Africa, Asia e Oceania.

## Tassonomia
La famiglia comprende 4 generi:
- Benstonea Callm. & Buerki, 2012
- Freycinetia Gaudich., 1824
- Martellidendron (Pic.Serm.) Callm. & Chassot, 2003
- Pandanus Parkinson, 1773
- Sararanga Hemsl., 1894